# Sturgeon Bay (Ort, Wisconsin)
Sturgeon Bay ist eine Kleinstadt (mit dem Status „City“) im Door County im US-amerikanischen Bundesstaat Wisconsin. Im Jahr 2010 hatte Sturgeon Bay 9144 Einwohner und ist damit die größte Stadt des Countys.

## Geographie
Sturgeon Bay liegt auf 44°49′ nördlicher Breite und 87°22′ westlicher Länge, erstreckt sich über 29,3 km2 (24,9 km2 davon an Land) auf einer Höhe von 178 Meter über dem Meeresspiegel auf der Door-Halbinsel, die die Green Bay und den Michigansee trennt. Durch den Sturgeon Bay Ship Canal innerhalb der Stadt wurde der nördliche Teil der Halbinsel faktisch zu einer Insel.
Die nächstgelegenen größeren Städte sind Green Bay (ca. 65 km südwestlich), Appleton (ca. 110 km südwestlich) und Sheboygan (ca. 130 km südlich). Madison, die Hauptstadt des Bundesstaates, liegt ca. 280 km südwestlich und Chicago, die nächste Millionenstadt, ca. 350 km südlich.

## Infrastruktur

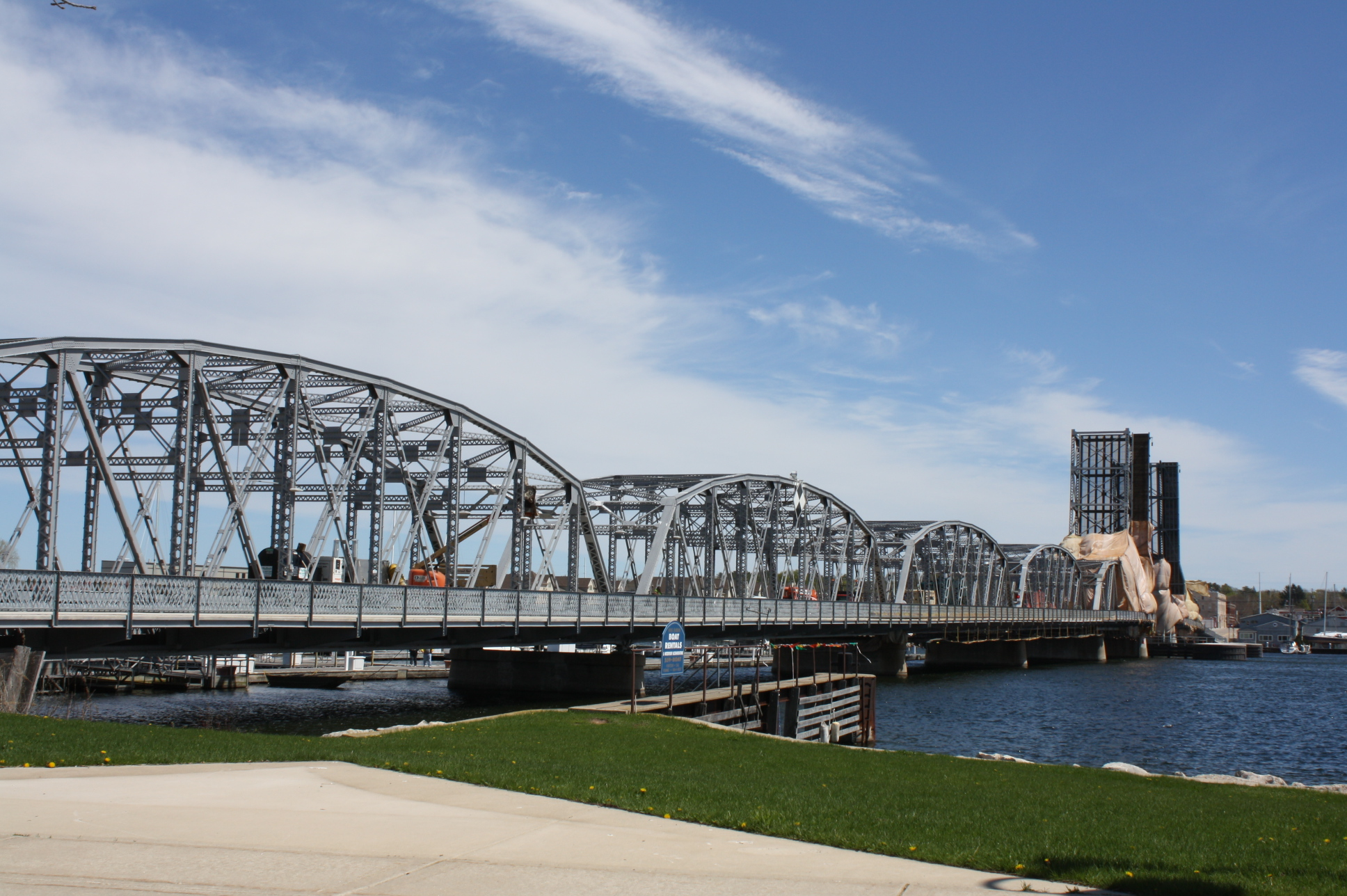
Sturgeon Bay Bridge

Durch die Stadt führen die Wisconsin Highways 42 und 57. Die Highways verlaufen in der Stadt auf derselben Trasse und führen über die Sturgeon Bay Bridge, eine Klappbrücke über die Sturgeon Bay, in nordöstlicher Richtung aus Sturgeon Bay hinaus.
Die Stadt war an das Streckennetz der Ahnapee and Western Railway angebunden. Die Strecke wurde stillgelegt und wird als Ahnapee State Trail benutzt.

Mit dem Austin Straubel International Airport liegt 80 Kilometer südwestlich der Stadt der nächste Flughafen.

## Geschichte
Der erste Siedler auf dem heutigen Stadtgebiet war Increase Claflin, der 1835 ein Haus an der Sturgeon Bay baute. In der Zeit von 1872 bis 1881 wurde der Sturgeon-Bay-Schiffskanal gebaut, der die Schifffahrt zwischen Green Bay und dem Großraum Chicago erleichterte.

## Bevölkerung
Nach der Volkszählung im Jahr 2010 lebten in Sturgeon Bay 9144 Menschen in 4288 Haushalten. Die Bevölkerungsdichte betrug 367,2 Einwohner pro Quadratkilometer. In den 4288 Haushalten lebten statistisch je 2,07 Personen.
Ethnisch betrachtet setzte sich die Bevölkerung zusammen aus 95,1 Prozent Weißen, 1,0 Prozent Afroamerikanern, 0,9 Prozent amerikanischen Ureinwohnern, 0,6 Prozent Asiaten sowie 1,0 Prozent aus anderen ethnischen Gruppen; 1,4 Prozent stammten von zwei oder mehr Ethnien ab. Unabhängig von der ethnischen Zugehörigkeit waren 2,7 Prozent der Bevölkerung spanischer oder lateinamerikanischer Abstammung.
19,8 Prozent der Bevölkerung waren unter 18 Jahre alt, 61,0 Prozent waren zwischen 18 und 64 und 19,2 Prozent waren 65 Jahre oder älter. 51,9 Prozent der Bevölkerung war weiblich.
Das mittlere jährliche Einkommen eines Haushalts lag bei 44.621 USD. Das Pro-Kopf-Einkommen betrug 28.183 USD. 14,5 Prozent der Einwohner lebten unterhalb der Armutsgrenze.

## Bekannte Personen
- Edward S. Minor (1840–1924), Politiker, Abgeordneter für Wisconsin im US-Repräsentantenhaus; in Sturgeon Bay verstorben